# サンライズ工業
サンライズ工業株式会社（さんらいずこうぎょう）は、兵庫県神崎郡市川町に本社を置く金属製品メーカー。

## 概要
難易度の高いアルミパイプの加工技術をいち早く導入するなど、品質に定評のあるカーエアコン用部品を主力製品とする。2016年現在、カーエアコン用ホース口金具では25%の国内シェアを持つが、2006年当時は35%の国内シェアを誇っていた。
その精密加工技術を活かして近年はエアバッグ関連部品にも進出した。また、海外に現地法人を設立し技術移転の取組みを積極的に進めている。
重要な技術開発は子会社のサンライズテクノが行っているが、姫路工業大学(現:兵庫県立大学)との産学連携を補助的に実施しながら、2006年までに21件の特許を取得している。

## 沿革
- 1974年 - 平石正人が神崎郡市川町にてポイント生産会社として創業
- 1975年 - 株式会社に改組
- 1976年 - カークーラー用ホース金具の生産を開始
- 1985年 - 株式会社ニチリン・ラボを設立
- 1987年 - ニチリンと合弁でマレーシアにサンチリン工業マレーシア株式会社を設立
- 1989年 - 平石正人が社長から会長に就任
- 1992年 -  アメリカ・メキシコに工場が完成
- 1993年 - 株式会社ニチリン・ラボを株式会社サンライズテクノに社名変更
- 1995年 - 第一汽車・香港大洋・サンライズ工業の合弁で中国に長春大洋汽車零部件有限公司を設立
- 1998年 - アメリカ・メキシコの工場を売却
- 2001年 - 長春大洋汽車零部件有限公司を売却
- 2002年 - 中国に大連長昇汽車配件有限公司を設立
- 2007年 - 経済産業省 中小企業庁による2007年度「元気なモノ作り中小企業300社」に選定[9]
- 2011年 - タイ洪水で生産企業が被災
- 2016年 - 厚生労働省による「ユースエール認定企業」に選定[10]